# Arthropodologi
Arthropodologi (fra græsk ἄρθρον – arthron, "led", og πούς, genitiv: Ποδός – pous, podos "fod", som tilsammen betyder "fødder med led") er en biologisk disciplin, der beskæftiger sig med studiet af leddyr, en dyrerække, der omfatter insekter, spindlere, krebsdyr og andre, der er i besiddelse af leddelte ben.
| Biologi | Spire Denne artikel om biologi er en spire som bør udbygges. Du er velkommen til at hjælpe Wikipedia ved at udvide den. |